# Andries Vos
Andries Vos (Amsterdam, 1919  - 11 december 2009) was een Nederlands hoogleraar aan de Universiteit van Amsterdam.

## Biografie
Vos behaalde in 1946 zijn MO B-akte in de Engelse taal. Vos heeft Engels gestudeerd aan de Universiteit van Amsterdam en bij privaatdocenten. Hij was verbonden aan het Engelse seminarium van de Universiteit van Amsterdam, waar hij in 1953 zijn doctoraalexamen aflegde. Daarna studeerde en doceerde hij aan de universiteit van Edinburgh, waar hij in 1962 promoveerde op een dissertatie Tradition and Innovation in Petrus Montanus’ ‘The Art of Speech. In 1963 werd hij benoemd tot hoogleraar in de Engelse taal- en letterkunde aan de universiteit van Amsterdam. Hij was daarvoor vanaf 1960 werkzaam als wetenschappelijk ambtenaar bij het Engels seminarium aldaar. Vos was gespecialiseerd in de fonologie van de Engelse taal.
Vos  was lid van the Editorial Board of Neophilologus en volgde in 1966 P.N.U Harting op als voorzitter.